# Nisída tis Chamilís
Nisída tis Chamilís är en ö i Cypern.   Den ligger i distriktet Eparchía Páfou, i den västra delen av landet, 100 km väster om huvudstaden Nicosia.